# واگه گودا
واگه گودا (به لاتین: Wagegoda) یک منطقهٔ مسکونی در سری‌لانکا است که در استان جنوبی (سری‌لانکا) واقع شده‌است.